# Structure sous-marine de Yonaguni
Pour les articles homonymes, voir Yonaguni.

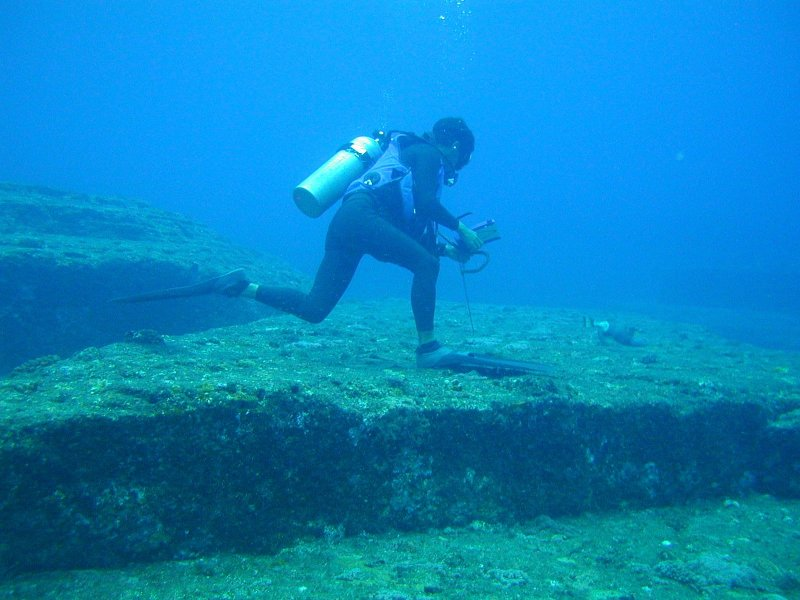
Un plongeur explorant les reliefs immergés.

La structure sous-marine de Yonaguni (与那国島海底地形/遺跡, Yonaguni-jima kaitei chikei/iseki, littéralement « relief/vestige sous-marin de Yonaguni-jima ») est une formation gréseuse sous-marine située dans les eaux claires de la pointe d’Arakawa, à l’extrémité sud de l’île Yonaguni, dans l’archipel japonais Ryūkyū. Cette île sous-marine fait l'objet de débats scientifiques depuis sa découverte en 1985, car selon certains, elle pourrait être le vestige d'une cité préhistorique.
La structure est constituée d’immenses plates-formes interrompues par des failles formant de grandes marches angulaires séparées par des parois à l’apparence lisse (les failles sont géologiquement récentes). La structure mesure plus ou moins 75 mètres de long et 25 mètres de haut. En raison de son apparence lisse, peu érodée et peu colonisée par la vie marine, certains auteurs estiment qu’elle pourrait être artificielle et très ancienne, tandis que les archéologues estiment que si elle l’était, son état serait bien plus dégradé.

## Histoire
Le site de Yonaguni de 28 km2 daterait de la dernière glaciation, lorsque le niveau de la mer était beaucoup plus bas qu’aujourd’hui. Le bas niveau de l’océan est démontré par un pilier de roche dans une grotte submergée interprété comme un condensé de stalactites, qui ne pouvaient se former qu’en dehors de l'eau et, en 2007, des datations au carbone 14 et au béryllium 10 ont montré que les coraux étaient immergés il y a 5 000 ans, tandis que le socle de grès était à l'air libre il y a un peu plus de 2 000 ans. Les paléo-géographes doutent cependant des interprétations du professeur Masaaki Kimura de l’université des Ryūkyū, qui affirme qu’au cours de cette période glaciaire, la mer du Japon était une mer fermée et la mer Jaune n’existait pas encore, permettant aux hommes et aux animaux de rejoindre les îles Ryūkyū à pied. Yonaguni aurait alors été l'extrémité sud d’un pont de terre reliant le Japon et le reste de l’Asie. Le professeur Masaaki Kimura a estimé initialement que le site datait d’au moins 10 000 ans, époque où il aurait été hors de l'eau avant d’être immergé par une montée des eaux de plusieurs dizaines de mètres,, puis, dans un rapport remis au 21e Congrès des sciences du Pacifique en 2007, il révisa son estimation et affirma que le site remonterait à environ 2 000 ans.

### Découverte
En 1985, Kihachiro Aratake, un organisateur de plongées touristiques, en repérage pour un voyagiste en plongée sous-marine, entend parler d'un haut-fond poissonneux connu des pêcheurs locaux dont les légendes évoquent aussi un palais englouti. Kihachiro Aratake découvre alors les plates-formes de grès, qu'il interprète comme une structure mégalithique[réf. nécessaire].

## Les avis de la communauté scientifique

### Analyse de Robert Schoch

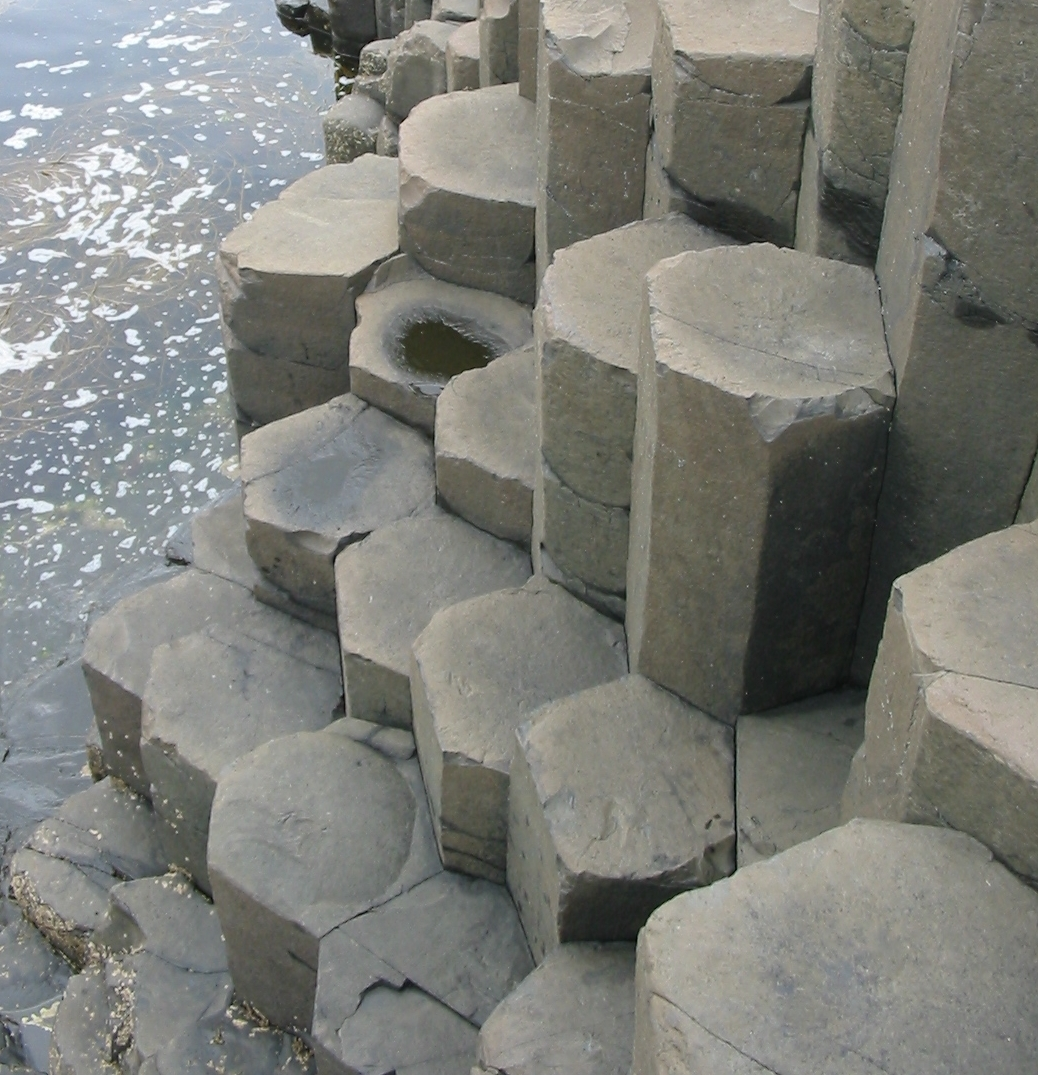
Les orgues basaltiques de la Chaussée des Géants sont un bon exemple de formation rocheuse naturelle surprenante.

À l'occasion de la sortie de son livre Heaven's Mirror, l'écrivain Graham Hancock invite le géologue Robert Schoch, de l'université de Boston, à venir donner son opinion quant à l'origine naturelle ou humaine de ces structures. Selon lui, la structure est naturelle, un des arguments principaux étant qu'elle est en pierre vive et non formée de blocs assemblés.
Robert Schoch arrive au Japon en septembre 1997, sponsorisé par l’homme d’affaires Yasuo Watanabe : après avoir visité la structure de Yonaguni les 23 et 24 septembre 1997, Robert Schoch estime toujours qu'il s'agit d'un site naturel, mais qu'il existe une possibilité que le site ait pu être modifié d'une certaine façon par l'homme, notamment en servant de carrière.
Robert Schoch conclut ses observations par ces mots : « En conclusion, sur la base de ma reconnaissance préliminaire du monument Yonaguni, je ne suis pas encore totalement convaincu qu'il s'agisse d'une structure artificielle - mais à mon avis, même si elle est principalement naturelle, elle pourrait avoir été modifiée par des actions humaines à des époques reculées. Ces structures énigmatiques méritent un examen plus détaillé ».

### Études du professeur Kimura

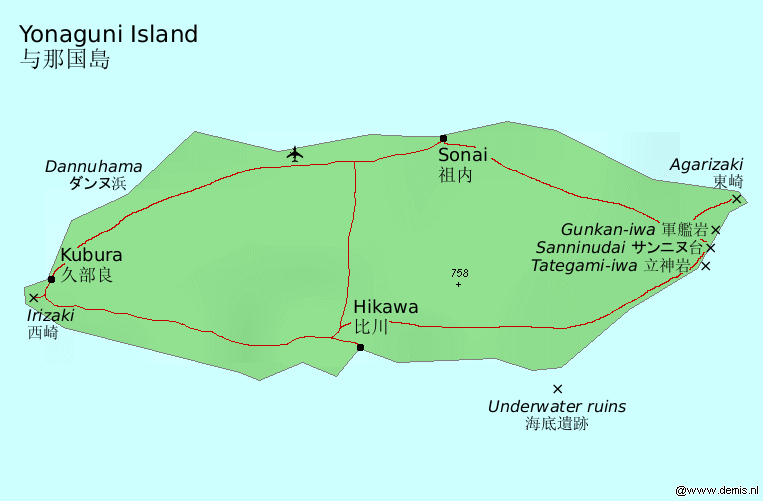
Carte de l'île de Yonaguni.

Une première étude est entreprise en 1996 par le professeur de géologie Masaaki Kimura de l’université des Ryūkyū, qui crée l’UAET (équipe d’exploration d’archéologie sous-marine). Il déclare, lors d’une interview en septembre 1999, interpréter la structure comme de facture humaine.
D’autres découvertes ont été faites par la suite par son équipe au sud-est des îles Shihuan et dans les régions alentour, dont celle d'une pierre pouvant ressembler à une tête humaine. Lors d’une interview à l’université des Ryuku, le professeur expose les cinq points qui lui font croire que ce monument est, au moins partiellement, créé de main humaine :
1. la forme générale ;
2. la grande quantité de marches ;
3. l'existence au fond d'une sorte de route avec peu de fragments de pierre ;
4. la présence d'une sorte de muret en pierre longeant cette structure.

Selon Masaaki Kimura, ce serait un monument servant à la fois de château et de temple. En regardant un modèle à l’échelle assemblé après plusieurs explorations du site par son équipe et lui-même, ils lui trouvent une ressemblance avec les gusuku. Les similitudes avec les gusuku incluent des zones de marches avec de grandes terrasses plates, une arche pouvant être une porte d’entrée localisée du côté ouest du monument, et plus profond, des trous inexpliqués situés sur une autre section. Au sommet du monument se trouve une ouverture conduisant vers le bas, évoquant la présence possible de tombes. Kimura estime que le site aurait cinq mille ans. D'autres estimations existent, telles que 10 000 ans, ou encore entre 2 000 et 3 000 ans ; elles sont basées sur des théories sur le niveau de l'eau à l'époque de la construction, avant qu'elles ne soient submergées.

### Autres opinions
Le professeur Patrick D. Nunn, géologue et océanologue, affirme que ses études n'ont apporté aucune preuve que ce site puisse être artificiel.
Le docteur Koremasa Tsuji, de l'université de Guam, pense que ces formes sont le résultat du mouvement tectonique des plaques dans la région.
Teruaki Ishii, professeur de géologie à l’université de Tokyo, affirme que la structure remonte à au moins 8000 av. J.-C., époque où les terres sur lesquelles le site a été construit ont été submergées, à la fin du dernier âge glaciaire. 
L'existence d'une tradition ancienne du travail de la pierre à Yonaguni et dans les autres îles des Ryūkyū, comme certaines tombes anciennes et habitations semblent le démontrer, ont conduit Gary et Cecilia Hagland et Tom Holden, le professeur Sean Kingsley, archéologue sous-marin ainsi que de nombreuses personnes, des photographes et des plongeurs et certains chercheurs[évasif], à penser le site de Yonaguni comme d'origine humaine,.